# Ngô Quyền (xã)
Ngô Quyền là một xã thuộc huyện Thanh Miện, tỉnh Hải Dương, Việt Nam.
Xã Ngô Quyền có diện tích 9,7 km², dân số năm 1999 là 8104 người, mật độ dân số đạt 835 người/km².